# 裏町裏通り名画館
『裏町裏通り名画館』（うらまちうらどおりめいがかん）は、藤子・F・不二雄（発表時は藤子不二雄名義）の短編漫画。『月刊スーパーアクション』（双葉社）1983年9月号に掲載された。

## ストーリー
ある日、主人公が偶然おとずれた町。その町の映画館では、公開されたばかりの『南極物語』と『スターウォーズ』が2本立てで公開されていた。350円、という低料金に喜び中へ入ったが、実は『北極物語』と『ヌターウォーズ』だった。
北極物語
主人公はアザラシの母子。平和に暮らしていたが、血に飢えた2頭の犬（北極越冬隊の残した犬）が、群れに襲い掛かってきた!
タロとジロ#別の視点からみた南極の犬たちも参照。
ヌターウォーズ
木こりとして平和にくらすヨサーク。ある日、彼はレッド・ペーパーにより、帝国軍に召集される。両親のため、愛するオハナのため、そして戦場で友人になり、目の前で反乱軍に殺されたタゴーサクの仇を討つため、ヨサークは反乱軍との決戦に赴く。

## 備考
「裏日本」、「裏町」、「裏通り」、「裏町名画館」、「ウラウラと」、「うらびれて」、「うらめしかった」など、「ウラ」という言葉が繰り返し使われている。
『ヌターウォーズ』では、『スター・ウォーズ（エピソード6/ジェダイの帰還）』のパロディの他、旧日本軍や当時の流行も使用されている。
『ヌターウォーズ』で使われている用語等
木こりのヨサーク→北島三郎の演歌『与作』より（与作は木こり）。
タゴーサク→田吾作。田舎者の意。
レッド・ペーパー→赤紙。召集令状の事。
デッド・スター→デス・スター
大宇宙共栄圏→大東亜共栄圏
その他、帝国軍士官の制服も、旧日本軍を思わせるデザインになっている。